# Gonionotophis klingi
Gonionotophis klingi är en ormart som beskrevs av Matschie 1893. Gonionotophis klingi ingår i släktet Gonionotophis och familjen snokar. Inga underarter finns listade i Catalogue of Life.
Arten förekommer i västra Afrika från Guinea till Nigeria. Honor lägger cirka 4 ägg per tillfälle. Den lever i låglandet och i kulliga regioner upp till 450 meter över havet. Habitatet utgörs av olika slags skogar. Gonionotophis klingi äter främst grodor.
Beståndet hotas av skogsröjningar. Hela populationen antas vara stor. IUCN listar arten som livskraftig (LC).